# زايد سلطان
زايد سلطان الزعابي (مواليد 11 أبريل 2001، لاعب كرة قدم إماراتي يجيد اللعب في الظهير الأيمن مع نادي الجزيرة في دوري الخليج العربي الإماراتي .

## روابط خارجية
- زايد سلطان على موقع قاعدة بيانات كرة القدم.إي يو (الإنجليزية)
- زايد سلطان على موقع ناشيونال فوتبول تيمز (الإنجليزية)
- زايد سلطان على موقع Soccerway.com (الإنجليزية)
- زايد سلطان على موقع عالم كرة القدم.نت (الإنجليزية)